# パリ子午線

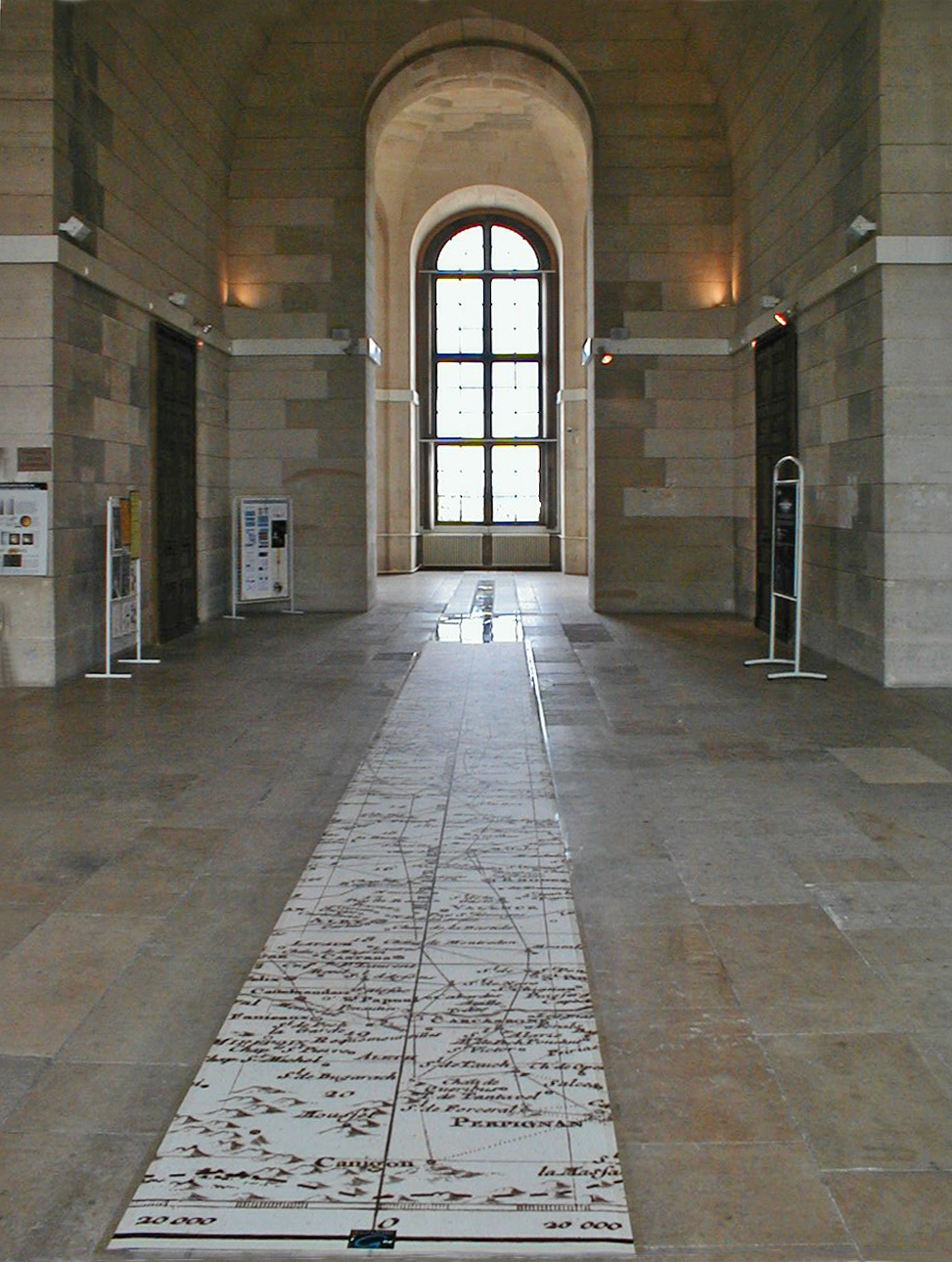
パリ天文台の子午線室（別名カッシーニ室）。パリ子午線が床面を走る

座標: 北緯48度50分0秒 東経2度20分14.025秒 / 北緯48.83333度 東経2.33722917度
パリ子午線（パリしごせん）とは、フランス・パリのパリ天文台を通過する子午線（経線）で、現行のグリニッジ子午線を基準にすると東経2度20分14.03秒となる。長らく、イギリス・グリニッジを通るグリニッジ子午線やベルギー・アントワープを通るアントワープ子午線などとともに、経度の基準となる本初子午線の座を争ってきた。

## 歴史
1634年、ルイ13世とリシュリューが統治するフランスは、フェロ子午線を地図の基準とすることを決定した。これは、フェロ子午線の基準となるフェロ島（カナリア諸島エル・イエロ島）が旧世界の西の端とされていたためと、フェロ島とパリとの経度の差がちょうど20度であると考えられていたためである。
フランス人天文学者ジャン・ピカールは、1669年から1670年の間、三角測量により緯度差1度に相当する子午線弧の距離を測定し、そこから地球の大きさを計算した。1666年、ルイ14世は、パリに緯度を測定するための観測所（後のパリ天文台）を建設することを認可した。1667年の夏至の日、科学アカデミーのメンバーが、ポートロイヤル修道院近くの町の外の観測所の建設予定地を辿った。その予定地は、ピカールが測定した子午線がちょうど真ん中を南北に走っていた。それ以来200年以上、フランスの地図製作者は、この子午線を「本初子午線」としてきた。
（イギリス・アメリカを除く）西洋の古い地図では、図幅の上にパリ経度が、図幅の下に（パリ経度を20度西にずらした）フェロ経度が書かれていた。後に、フェロ島とパリとの経度差は正確には20度23分9秒であることが判明したが、それ以降もフェロ経度はパリ経度を20度西にずらしたものと定義された。
19世紀初頭、天文学者フランソワ・アラゴにより、パリ経度はより高い精度で再計算された。その結果は、今日ではパリ子午線上に設置された飾り額やメダル（後述）で見ることができる。
1884年、ワシントンD.C.で開かれた国際子午線会議において、グリニッジ子午線を世界の本初子午線とすることが採択された。フランスとブラジルは棄権した。フランスでは、時刻測定用には1911年まで、航行用には1914年までパリ経度を使用し続けた。今日でも、フランスの地図製作者はいくつかの地図でパリ経度を使用している。
パリ経度とグリニッジ経度の間の争いは、ジュール・ヴェルヌの『海底二万里』でも取り上げられている。この本が最初に出たのは、グリニッジ子午線を本初子午線とするという決定がなされる前だった。

## アラゴのメダル

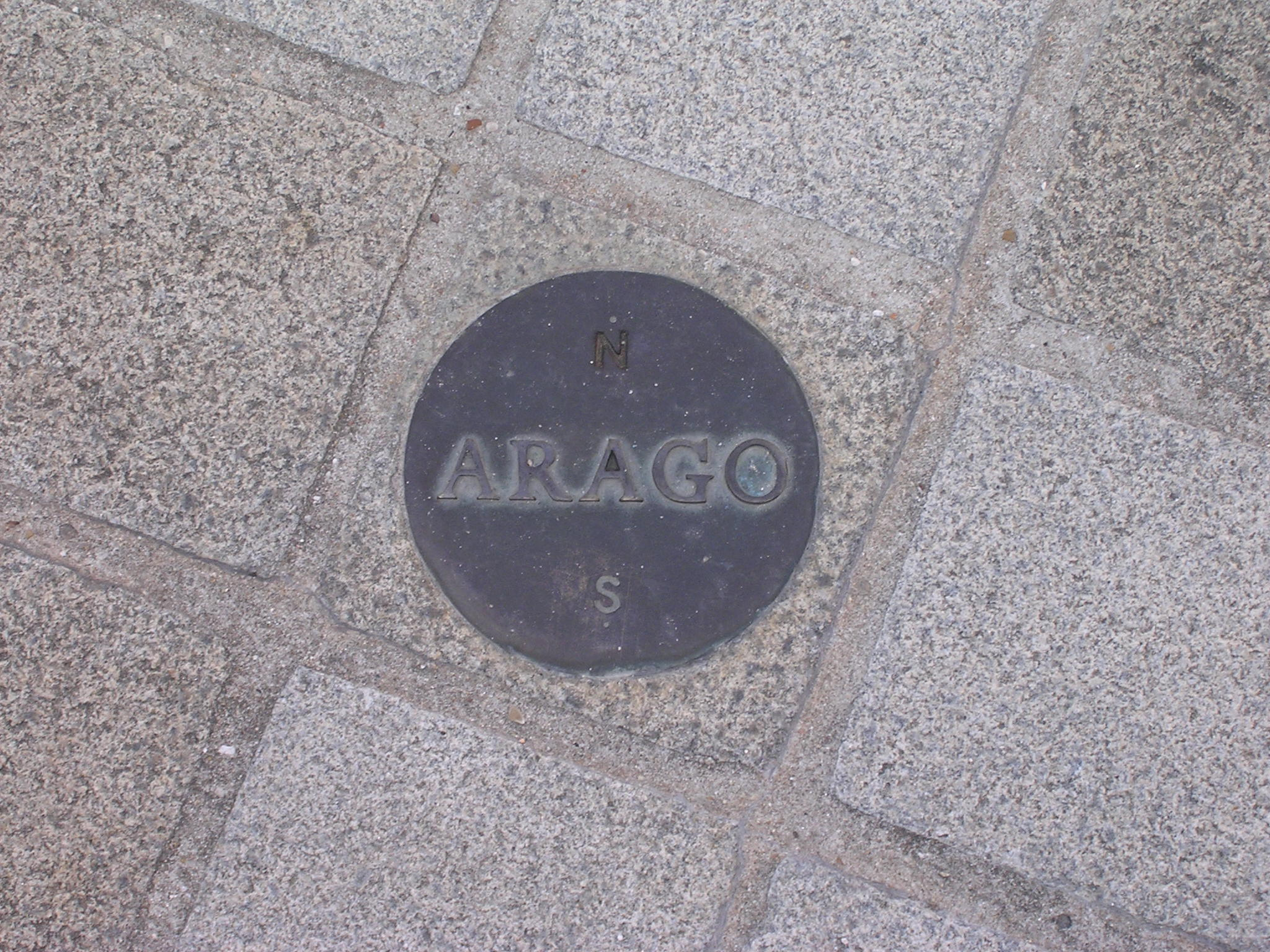
ルーヴル・ピラミッドの近くの「アラゴのメダル」

1994年、アラゴ協会とパリ市はオランダの芸術家ヤン・ディベッツに、アラゴを記念するものの製作を依頼した。ディベッツは、パリ子午線に沿ってパリ市の北から南まで9.2kmに渡って、135個の銅製メダルを地表に設置するというアイディアを提案した。メダルは直径12cmで、"ARAGO"の名前と、方角を示す"N","S"の文字が刻まれている。
他のプロジェクト、緑の子午線(An 2000 — La Méridienne Verte)は、フランス国内のパリ子午線に沿って木を植林することを目的としている。「アラゴのメダル」は盗難などでいくつかなくなっており、その代わりに新しく「緑の子午線」のメダルが設置されている。